# Stacey Morris
Stacey Morris (* 20. Jahrhundert in New York City) ist eine US-amerikanische Maskenbildnerin. Sie ist als Friseurin und Barbierin unter anderem von Hollywood-Größen wie Martin Lawrence, Eddie Murphy und Jamie Foxx bekannt. Sie arbeitet auch unter dem Pseudonym Stacey Kutz.

## Leben
Stacey Morris’ Mutter Gina Harris war eine Modedesignerin und Model, ihr Vater Kenneth Morris Musikproduzent und Songwriter. Ihr Stiefvater Ray Harris war außerdem ein Exekutivmitarbeiter von RCA Records, Solar Records und Warner Music Record. Sie begann bereits im Alter von 12 Jahren im Bekanntenkreis mit dem Haarschneiden. Durch ihre berufliche Tätigkeit hatte sie schon von Beginn an Kontakt zu verschiedenen Größen der Unterhaltungsindustrie. Zudem hatte sie in ihrem Großvater ein großes Vorbild: Er hatte 1944 mit 17 Jahren den ersten Barbershop in Gordon Heights, Long Island eröffnet, der einem Afroamerikaner gehörte.
In den 1980ern begann sie ihre Karriere im Film- und Musikbusiness und nahm das Pseudonym Stacey Kutz an. Sie arbeitete unter anderem mit Mike Tyson, Kid ’n Play, De La Soul, Teddy Riley, Doug E. Fresh und New Edition zusammen.
Anfang der 1990er begann sie außerdem beim Film zu arbeiten. Ihr erstes Projekt war House Party (1990), die erste Fernsehserie war Der Prinz von Bel-Air. Unter anderem arbeitete sie für America's Funniest Home Videos, Black-ish und  The Voice USA. Über die Jahre war sie unter anderem persönliche Barbierin für Eddie Murphy, Lil Nas X, Anthony Anderson, Columbus Short, Brandon T. Jackson, Anthony Mackie und Alfonso Ribeiro.
Bei der Oscarverleihung 2022 war sie zusammen mit Michael Marino und Carla Farmer für den Film Der Prinz aus Zamunda 2 für den Oscar für das Beste Make-up und beste Frisuren nominiert. Für The Voice erhielt sie insgesamt vier und für Black-ish zwei Emmy-Nominierungen. Die Hollywood Makeup Artist and Hair Stylist Guild  zeichnete sie zwei Mal aus: 2020 für einen Werbefilm für State Farm und 2022 für Der Prinz aus Zamunda 2.

## Filmografie (Auswahl)
- 1990: House Party
- 1991: House Party 2
- 1991–1995: Der Prinz von Bel-Air (The Fresh Prince of Bel-Air) (für Will Smith)
- 1992: Straßenkinder (Where the Day Takes You) (für Will Smith)
- 1993: Made in America (für Will Smith)
- 1994: House Party 3
- 1994–1997: Martin
- 1995: Bad Boys – Harte Jungs (Bad Boys) (für Will Smith und Martin Lawrence)
- 1995–1999: Ein schrecklich nettes Haus (In the House) (für Alfonso Ribeiro)
- 1996: Independence Day (für Will Smith)
- 1996: Der verrückte Professor (The Nutty Professor) (für Eddie Murphy)
- 1998: Dr. Dolittle (für Eddie Murphy)
- 1999: Lebenslänglich (Life) (für Eddie Murphy)
- 1999: Bowfingers große Nummer (Bowfinger)  (für Eddie Murphy)
- 2000: Familie Klumps und der verrückte Professor (Nutty Professor II: The Klumps) (für Eddie Murphy)
- 2001: Dr. Dolittle 2  (für Eddie Murphy)
- 2002: Showtime  (für Eddie Murphy)
- 2002: The Scorpion King
- 2002: Pluto Nash – Im Kampf gegen die Mondmafia (Pluto Nash)  (für Eddie Murphy)
- 2002: I Spy  (für Eddie Murphy)
- 2003: Bad Boys II (für Will Smith)
- 2003: Der Kindergarten Daddy (Daddy Day Care) (für Eddie Murphy)
- 2003: Die Geistervilla (The Haunted Mansion) (für Eddie Murphy)
- 2005: Die Familie Stone – Verloben verboten! (The Family Stone) (für Brian J. White)
- 2006: Dreamgirls (für Eddie Murphy)
- 2007: Norbit  (für Eddie Murphy)
- 2008: Mensch, Dave! (Meet Dave)  (für Eddie Murphy)a
- 2009: Zuhause ist der Zauber los (Imagine That)  (für Eddie Murphy)
- 2009–2014: Sons of Anarchy
- 2010; Sterben will gelernt sein (Death at a Funeral)
- 2012: Noch tausend Worte (A Thousand Words)  (für Eddie Murphy)
- 2012: Alex Cross (für Tyler Perry)
- 2012–2013: Guys with Kids (für Anthony Anderson)
- 2013: Liebe im Gepäck (Baggage Claim)
- 2013–2014: Scandal (für Columbus Short und Guillermo Díaz)
- 2014: Beyond the Lights
- 2014–2020: Black-ish
- 2015–2019: The Voice USA
- 2015: America's Funniest Home Videos  (für Alfonso Ribeiro)
- 2016: Mr. Church (für Eddie Murphy)
- 2016–2017: 24: Legacy (für Corey Hawkins)
- 2017: Drop the Mic (für Method Man)
- 2019: Dolemite Is My Name
- 2020: Der Prinz von Bel-Air: Das große Wiedersehen (The Fresh Prince of Bel-Air Reunion)
- 2021: Der Prinz aus Zamunda 2 (Coming 2 America)
- 2021: King Richard
- 2022: Grown-ish